# Kaczor (półwysep)
Kaczor – półwysep (dawniej wyspa) w Krainie Wielkich Jezior Mazurskich oddzielający wody jeziora Śniardwy od jezior Seksty i Kaczerajno, będących właściwie jego zatokami. Większość półwyspu jest wąska i zabagniona, jednak najdalej wysunięta część jest nieco szersza i wyższa. Półwysep nie łączy się z lądem bezpośrednio, ale poprzez półwysep Zagon.